# Namhae (Biển)

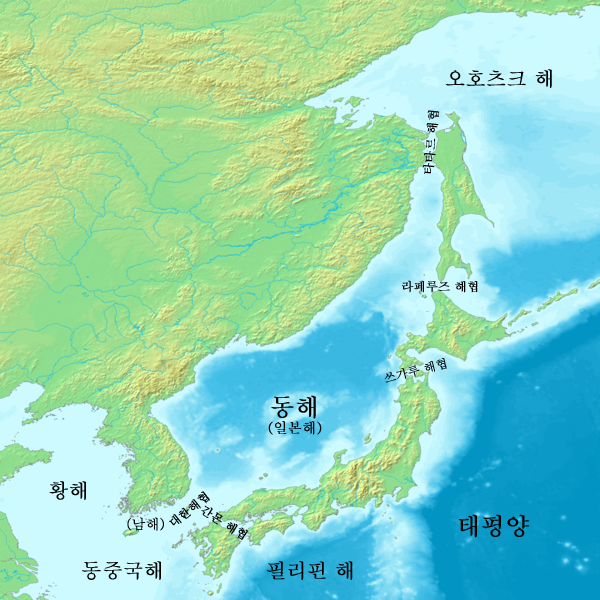
Bán đảo Triều Tiên Biển Namhae (남해)

Tên Hán-Việt của Biển Namhae (tiếng Hàn: 남해, hanja: 南海), tỉnh Jeolla, Hàn Quốc
Tổ chức Thủy văn quốc tế đã thiết lập các "ranh giới của các đại dương và biển", xuất bản năm 1953 (Giới hạn của Đại dương và biển) về phía tây bắc của hòn đảo trong vùng biển Hoàng Hải, phiên bản thứ ba của biên giới, phía đông bắc về phía Đông, Biển Đông Trung Quốc về phía nam của hòn đảo.
Phạm vi Nam Hải, mỗi bởi một cơ quan chính phủ của Hàn Quốc đưa ra khác ngau.
Năm 1997, Bộ Hàng hải và Thủy sản vào thời điểm đó vạch một đường thẳng trên eo biển Tsushima nối Ulsan và Izumo của Nhật Bản trong những ranh giới của Hàn Quốc và Tokai. Ngoài ra, các ranh giới của Hoàng Hải tuyến phía tây thẳng và đảo Saegiki là một ranh giới đường thẳng Biển Đông Trung Quốc và kết nối cực nam của Udo và Fukue. Cơ quan Thủy sản Quốc gia (nay là Viện Thủy sản Quốc gia Khoa học) đã được sử dụng như một tiêu chuẩn trong "Sổ tay hàng hải Hàn Quốc" vào năm 1979.
Tuy nhiên, Viện nghiên cứu biển quốc gia được đặt dưới sự bảo trợ của Bộ Hàng hải và Thủy sản xác định trong "Sổ tay doanh nghiệp thủy" vào năm 1992, Tokai Tokyo của ranh giới của Busan năm mươi sáu đảo, phía bắc ranh giới của Hoàng Hải trên mũi phía nam của huyện Nam Hải, tỉnh Nam Jeolla.

## Xem tất cả
- Đảo Namhae